# Преполац
Преполац (алб. Përpellac) је насељено место у општини Подујево, Косово и Метохија, Република Србија.

## Демографија
| Демографија | Демографија | Демографија |
| Година      | Становника  | Становника  |
| ----------- | ----------- | ----------- |
| 1948.       | 272         |             |
| 1953.       | 282         |             |
| 1961.       | 290         |             |
| 1971.       | 264         |             |
| 1981.       | 208         |             |
| 1991.       | 250         |             |